# Großsteingräber bei Rohrberg
Die Großsteingräber bei Rohrberg waren acht megalithische Grabanlagen der jungsteinzeitlichen Tiefstichkeramikkultur bei Rohrberg im Altmarkkreis Salzwedel, Sachsen-Anhalt. Alle wurden im 19. Jahrhundert zerstört.

## Lage
Die acht Gräber lagen alle zwischen den Orten Rohrberg und Tangeln. Grab 1 lag mitten im Feld auf einer Anhöhe. Die Gräber 2 und 3 befanden sich in unmittelbarer Nähe. Grab 4 lag am Weg zwischen Tangeln und Rohrberg auf einem Hügel. Grab 5 befand sich südwestlich von Grab 4 auf einem mächtigen Sandhügel. Für die Gräber 6, 7 und 8 ist nur allgemein eine Lage zwischen Rohrberg und Tangeln überliefert.

## Forschungsgeschichte
Erstmals dokumentiert wurden fünf der Anlagen in den 1830er Jahren durch Johann Friedrich Danneil. In den Akten des altmärkischen Vereins wurde zudem die Existenz dreier weiterer Gräber vermerkt, zu denen aber keine näheren Beschreibungen vorliegen. Bei einer erneuten Aufnahme der Großsteingräber der Altmark mussten Eduard Krause und Otto Schoetensack in den 1890er Jahren feststellen, dass alle acht Gräber in der Zwischenzeit im Zuge der Separation vollständig abgetragen worden waren.

## Beschreibung

### Grab 1
Grab 1 hatte nach Danneil eine Länge von 7,5 m und eine Breite von 3,1 m. Die Steine waren sehr groß. Nur ein Deckstein war noch vorhanden und an einem Ende von den Wandsteinen abgerutscht. Aufgrund der Länge der Anlage kann angenommen werden, dass es sich entweder um einen Großdolmen oder um ein Ganggrab gehandelt hat.

### Grab 2
Grab 2 besaß offenbar eine Umfassung mit einer Länge von 12,6 m und einer Breite von 8,1 m. Diese umschloss eine relativ kleine Grabkammer mit drei Decksteinen, bei der es sich vermutlich um einen Großdolmen gehandelt hat.

### Grab 3
Grab 3 besaß eine Umfassung mit einer Länge von 9,4 m und einer Breite von 6,3 m. Auch hier war die Kammer relativ klein. Sie besaß offenbar nur einen einzelnen (quer gelegten?) Deckstein mit einer Länge von 3,1 m, einer Breite von 1,6 m und einer Dicke von 1,3 m. Die Anlage ist möglicherweise als erweiterter Dolmen anzusprechen.

### Grab 4
Nach Danneil muss Grab 4 einst eine beeindruckende Anlage gewesen sein, die aber bereits bei seiner Aufnahme durch Sandabbau starke Schäden erlitten hatte. Mehrere Wandsteine waren von ihrem ursprünglichen Standort den Hügel herabgestürzt. Drei Decksteine waren noch vorhanden. Einer von ihnen hatte eine Länge von 3,8 m, eine Breite von 1,9 m und eine Dicke von 0,95 m. Die Maße der Gesamtanlage sind nicht überliefert. Vermutlich handelte es sich bei dem Grab um einen Großdolmen.

### Grab 5
Grab 5 war bereits bei Danneils Aufnahme sehr stark zerstört. Die meisten Steine fehlten bereits. Eine Bestimmung der Maße und des Grabtyps war daher nicht mehr möglich.

## Funde
Aus den Rohrberger Gräbern wurden mehrere Funde geborgen, ohne dass jedoch klar ist, aus welchem der Gräber sie stammen. Aus einem der Gräber stammen zwei durchlochte Hammer aus schwarzem Gestein. Einer davon war aus dem Bruchstück eines größeren Hammers gefertigt worden, der an der Durchbohrung gebrochen war. Der Verbleib dieser beiden Stücke ist unbekannt.
Zwei weitere Funde befinden sich heute im Johann-Friedrich-Danneil-Museum in Salzwedel. Bei dem ersten handelt es sich um ein großes, auf allen Seiten geschliffenes Beil aus schwärzlich-grünem Diorit. Es hat eine Länge von 23,5 cm, eine Breite zwischen 5,5 und 8,3 cm sowie eine Dicke von 5,1 m. Die Schneide ist beschädigt.
Der zweite Gegenstand ist ein auf allen vier Seiten geschliffener Schmalmeißel aus dunkelgrauem Feuerstein. Er hat eine Länge von 13,3 cm, eine maximale Breite von 1,9 cm, eine minimale Breite von 1,3 cm und eine Dicke von 1,4 cm. Die Schneide ist beschädigt. Der Meißel wurde zusammen mit mehreren anderen Steingeräten gefunden, deren Verbleib aber unbekannt ist.

Beil und Schmalmeißel aus den Gräbern bei Rohrberg
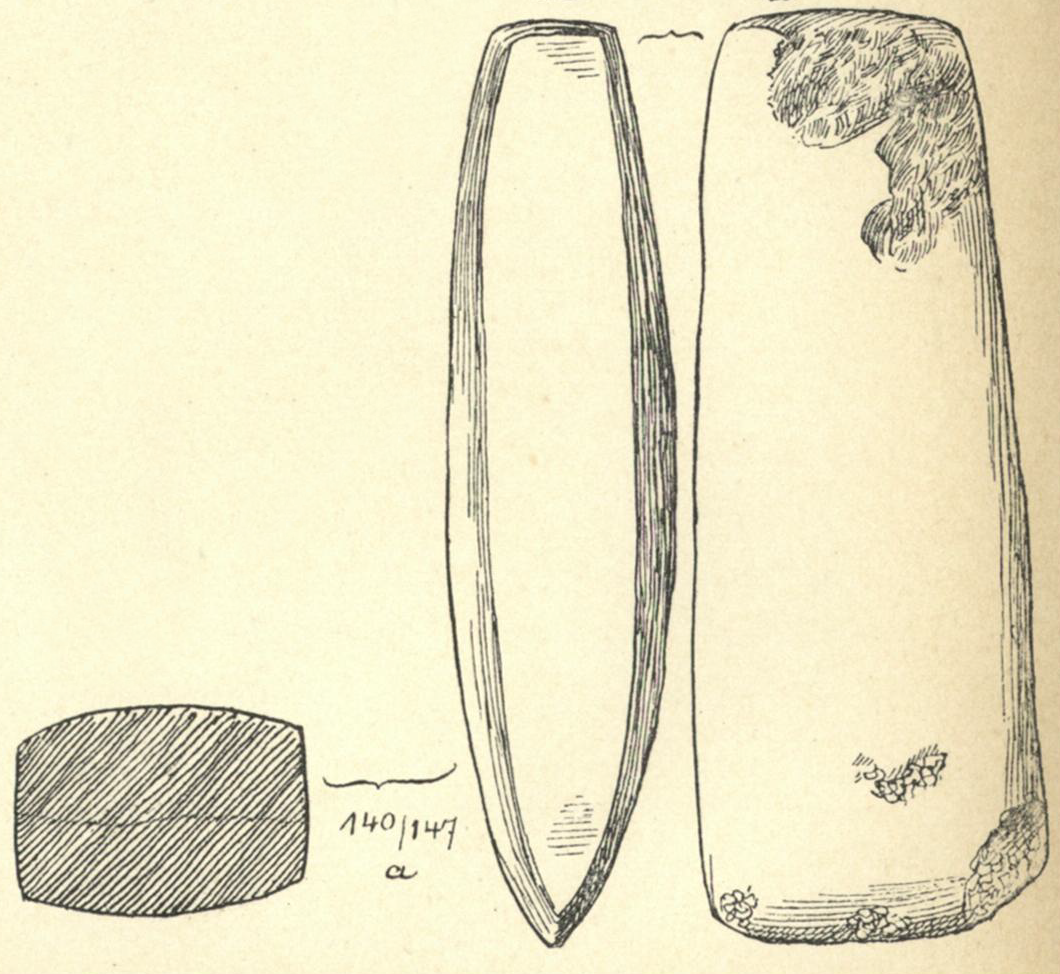
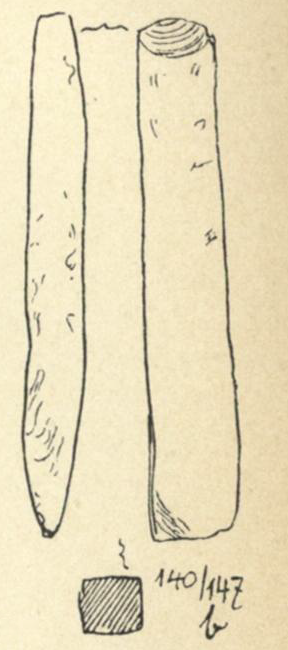